# Публий Аний Флор
Публий Аний Флор (на латински: Publius Annius Florus) е римски поет, риторик и историк през 2 век, автор на „Епитом на Тит Ливий“ в 2 книги – кратка история на Римската империя. На Флор се приписва и кратка поема за Адриан, писма и въведение в диалог за това, бил ли е Вергилий оратор или поет. В някои източници е идентифицитан с историка Флор.
Според Вергилий, Флор е родом от Африка и е дошъл в Рим по време на управлението на Домициан. По време на поетически състезания на Капитолийските игри, Флор, въпреки подкрепата на публиката, не получил приза, и след това станал странстващ софист. Посетил Сицилия, Крит, Цикладите, Родос и Египет. Не намирайки място за себе си в Рим, Флор се заселил в испанската Таракона (дн. Тарагона), където основал школа и преподавал литература. По времето на император Траян Флор се върнал в Рим, където вече всички били запознати с неговата поезия.